# Def Jamaica
Def Jamaica – wydana 14 października 2003 roku składanka wytwórni Def Jam Records. Zawiera głównie utwory reggae. Promowana przez singel "Def Jamaica".

## Lista utworów
1. "Straight Off The Top" (ft. Dipset, Wayne Marshall & Vybz Kartel)
2. "Anything Goes (ft. CNN, Wayne Wonder & Lexxus)
3. "Mardi Gras - The Remix" (ft. Tanto Metro & Devonte & Joe Budden)
4. "Lyrical" (ft. Method Man, Redman & Damian "Jr. Gong" Marley)
5. "Na Na Na Na - Reggae Remix" (ft. Spragga Benz, Lady Saw, Buccaneer & Damian "Jr. Gong" Marley)
6. "Sweetness" (ft. Buju Banton & Cam’ron)
7. "True To Me" (ft. Major Damage, Anjulah & Black Twang)
8. "Murda" (ft. Scarface, Nokio of Dru hill & T.O.K.)
9. "Together" (ft. Black Ice, DYCR, The Jungle Brothers & La Bruja)
10. "Girls Callin'" (ft. Ghostface Killah & Elephant Man)
11. "Love Is On My Mind" (ft. Shawna, Baby Cham & Sisqo)
12. "Nah Mean" (ft. The X-Ecutioners & Delano from Renaissance)
13. "Dude - The Remix" (ft. Beenie Man, Ms. Thing & Shawnna)
14. "Top Shotta" (ft. DMX, Sean Paul & Vegas)
15. "Frontin' Dancehall Remix" (ft. Jay-Z, Vybz Kartel & Wayne Marshall)